# دژ شیلون
دژ شیلون (فرانسوی: Château de Chillon‎) یا شتو دو شیلون یک قلعه جزیره ای قرون وسطایی است که در دریاچه ژنو در جنوب ویتو در کانتون وو واقع شده‌است. شیلون یکی از پربازدیدترین قلعه‌های قرون وسطایی در سوئیس و اروپا است.

## گردشگری
از اواخر قرن هجدهم، این قلعه نویسندگان رمانتیک و شاعران الهام بخش از سراسر جهان، از جمله ژان ژاک روسو، ویکتور هوگو، الکساندر دوما، گوستاو فلوبر، مری شلی و لرد بایرون را به خود جذب کرد. در سال ۱۹۳۹، به دلیل نزدیکی به مقصد گردشگری محبوب مونترو، این قلعه سالانه بیش از ۱۰۰۰۰۰ بازدیدکننده را به خود جذب می‌کرد. تا سال ۲۰۰۵، این تعداد به ۳۰۰۰۰۰ افزایش یافت.
شیلون برای بازدید و گشت و گذار بر اساس هزینه ورودی برای عموم باز است و طبق وب سایت قلعه، «پربازدیدترین بنای تاریخی سوئیس» است. فضاهای پارکینگ و ایستگاه اتوبوس در نزدیکی آن وجود دارد.